# Friese Wouden

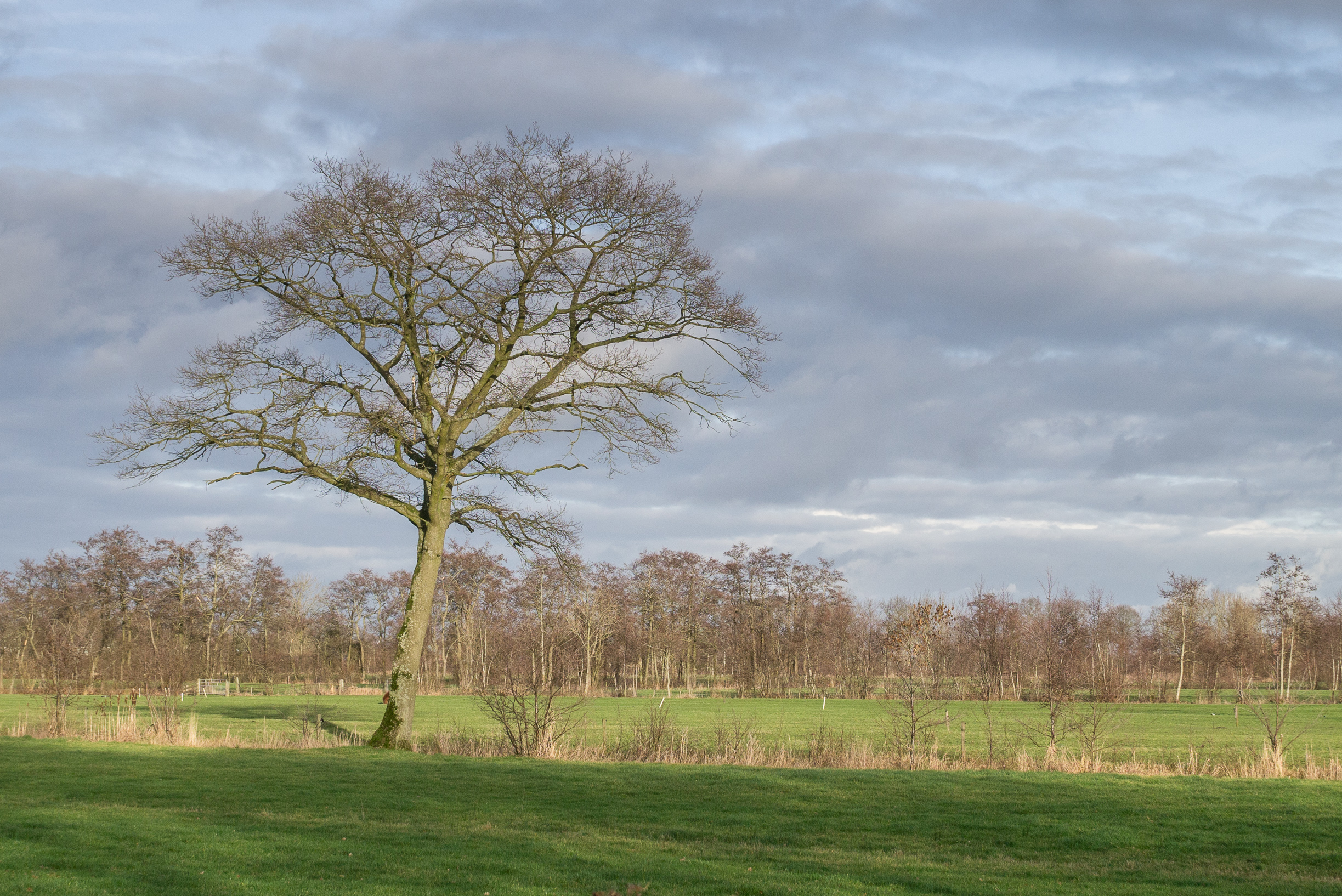

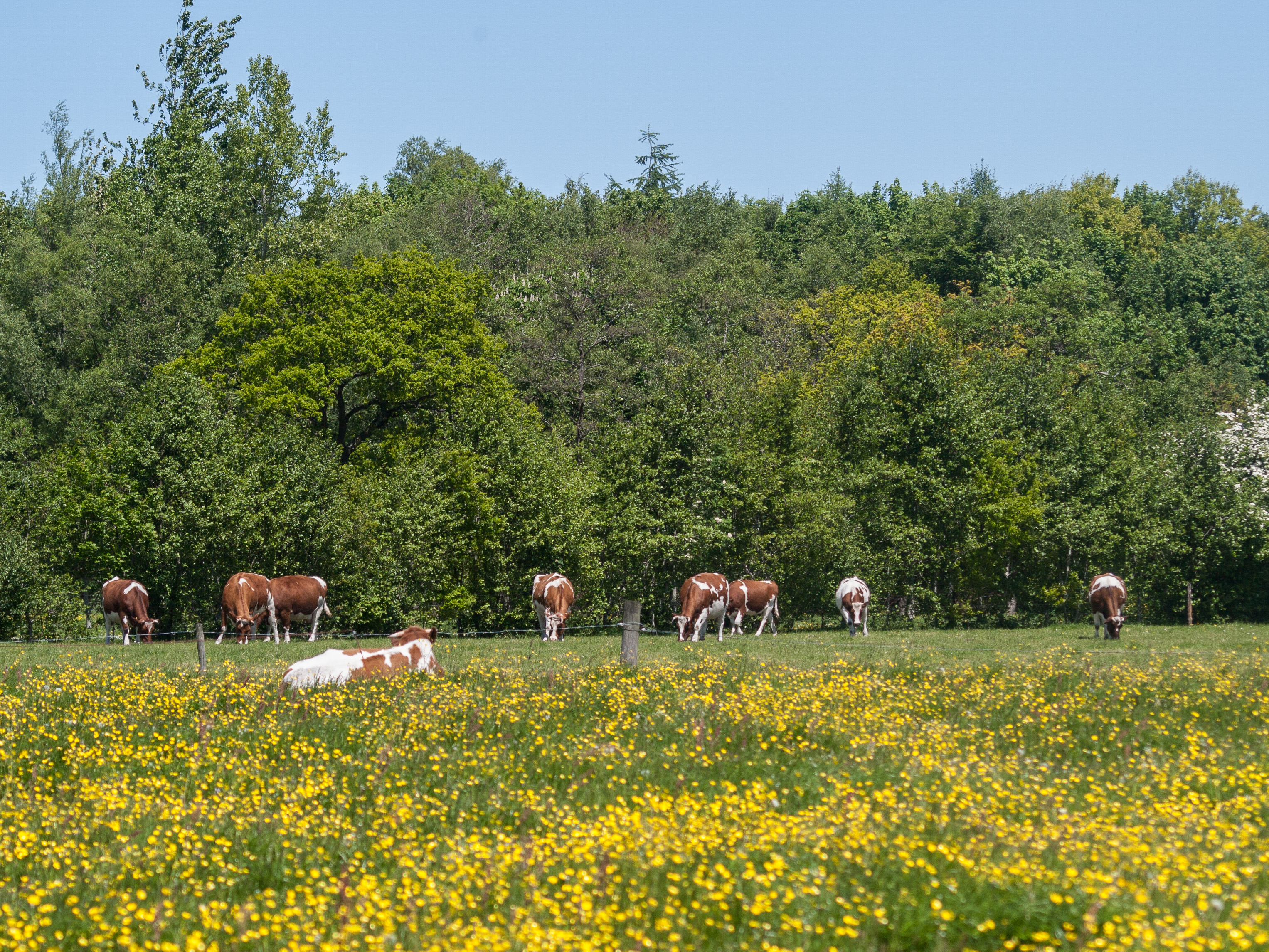

De Friese Wouden (Fries: Fryske Wâlden ([’friskə ’vɔ:dn]) of gewoonweg Wâlden) is een streek in het oosten van Friesland. De Dokkumer Wouden (gemeente Dantumadeel) vormen hiervan waarschijnlijk het oudste bewoonde deel. Het zuidelijke deel van de Friese Wouden (nu Zuidoosthoek genoemd) viel vanouds onder het district Zevenwouden, waartoe ook de Stellingwerven werden gerekend. 
Tot de Friese Wouden worden de gemeenten Achtkarspelen, Dantumadeel, Opsterland, Smallingerland (Drachtster Wouden), het grootste deel van Tietjerksteradeel (Trynwâlden) en delen van de gemeenten Noardeast-Fryslân, Heerenveen (het vroegere Schoterland) en Ooststellingwerf gerekend.
Landschappelijk, etnografisch, cultureel, economisch en taalkundig wijken de Wouden af van andere delen van de provincie. Het noordelijk deel van het gebied, het Nationaal Landschap Noardlike Fryske Wâlden (Noordelijke Friese Wouden) wordt in nog sterkere mate als eenheid gezien.
De landbouwstatistiek van 1912 rekende de Friese Wouden samen met de Stellingwerven tot het landbouwgebied De Wouden, waar gemengde bedrijven met relatief veel grasland de boventoon voerden. Sinds 1991 hanteert men een indeling in 66 landbouwgebieden, die in 14 groepen worden samengevat. De Wouden worden daarin samen met naburige gebieden tot het Noordelijk Weidegebied gerekend.

## Landschap
Het kerngebied van de Friese Wouden ligt op relatief hoge zandgronden, terwijl de Friese kuststrook een zeekleilandschap vormt. Het Lage Midden en het zuidwesten van Friesland bestaat grotendeels uit verdronken hoogveenlandschappen met hogere opduikingen die van het oude ontginningslandschap resteren.
Kenmerkend voor grote delen van de Wouden is het zogenaamde coulisselandschap, dat gevormd wordt door houtwallen, die dienst doen als afscheiding. Tussen de zandruggen lagen uitgestrekte hoogveenmoerassen, die vanaf de 16e eeuw systematisch werden ontgonnen. In de laagste delen van het gebied werden in de 18e en 19e eeuw uitgestrekte veenpolders aangelegd. In de uithoeken van het gebied ontstonden ten slotte vanaf het einde van de 18e eeuw uitgestrekte heidedorpen met plaggenhutten en een sterk verarmde bevolking.
Het gebied vormt landschappelijk gezien een voortzetting van het Zuidelijk Westerkwartier in de provincie Groningen. Dat geldt met name voor de omgeving van Grootegast. Men sprak daarom in de 19e eeuw wel over dit gebied als de Groninger Wouden.
Enkele laaggelegen gebieden die ooit met hoogveen waren bedekt, werden vroeger eveneens als wouden gekenschetst. De omgeving van Terkaple, Akmarijp en Goingarijp werd gekenschetst als de Lage Wouden; de omgeving van Oudega als Igewouden (Fries: Igewâlde). Plaatsnamen met -wâld zijn in het hele zuiden en oosten van Friesland wijdverbreid.

## Etnografie
De bevolking van heidedorpen had een veel gemengder karakter dan van die van de oude zanddorpen en de dorpen in de kuststreek. De uitgestrekte heidevelden hebben eeuwenlang onderdak geboden aan migranten, waaronder Westfalers, Saksers, Joden, Roma en Sinti.

## Cultureel/economisch
De Friese Wouden kenmerkte zich vanouds door een vrij kleinschalige landbouw. In de late middeleeuwen werd er veel gehandeld in kaas en wol. 
In de 18e eeuw stond het gebied sterk onder invloed van de Nadere Reformatie en de gereformeerde orthodoxie. Het gebied was sterker georiënteerd op Groningen dan op Franeker en de overige steden aan de Friese westkust.
Er waren in de 18e en 19e eeuw veel kleine boerderijtjes en keuterbedrijfjes, waarvan de bewoners door aardappelen en boekweit te telen in hun eigen onderhoud voorzagen. Met name de verarmde bewoners van de heidedorpen zochten bijverdiensten met ambulante handel en door te werken als seizoensarbeider in de venen of als grasmaaiers in de Greidhoek. Grote groepen mannen, vrouwen en kinderen werkten onder leiding van koppelbazen in de Bouwhoek of in Noord-Groningen.
In de 19e eeuw ontstonden er in de zuidelijke wouden grote sociale spanningen vanwege de armoede en de vele arbeidsconflicten rond de turfgraverijen. Grote delen van het gebied kwamen daardoor onder invloed van het socialisme te staan. Ook de Friese beweging werd sterk beïnvloed door de emancipatiebeweging van arbeider, middenstanders en kleine boeren.

## Archeologie: Wijnjeterp, Ureterp en Lochtenrek
De uitlopers van het Drents-Friese keileem-plateau lopen door het gebied. Langs de beken die dit plateau doorklieven leefden vermoedelijk in de steentijd al jagers-verzamelaars. Bij Wijnjeterp vond de amateur-archeoloog Hein van der Vliet in 1939 een vuistbijl. Van de oudste groep moderne mensen, die vallen onder de Hamburgcultuur, zijn vuurstenen werktuigjes aangetroffen bij Ureterp en Makkinga (Lochtenrek).

## Taal
De Friese taal van de Wouden (Woudfries) wijkt op bepaalde punten af van het Fries van de Kleistreek (Kleifries) en de Zuidwesthoek (Zuidwesthoeks), onder andere doordat de tweeklanken in 'nei' (naar/nabij) en 'nij' (nieuw) niet worden onderscheiden. Een ander groot verschil zijn de persoonlijke voornaamwoorden; hy, sy, my, wy, dy en dû. In de rest van het Friese taalgebied worden deze als hij, sij, mij, wij, dij en do uitgesproken.
In de aangrenzende Groningse dorpen Opende, De Wilp en Visvliet wordt door een deel van de bevolking Fries gesproken.

## Verhoudingen
Bewoners van de Friese Wouden worden wâldpiken, wâldsjers of heidepiken genoemd. Als bewoners van de Friese Wouden het onderling over heidepiken hebben, worden echter inwoners van Twijzelerheide bedoeld. De bewoners van de Friese Wouden en die van de Kleistreek mogen elkaar graag wat vriendelijk spottend beschimpen. Zo worden de Kleistreek-bewoners door de wâldpiken dan weer klaaikluten, terphippers of dreechpraters genoemd.